# 安德魯·珀西

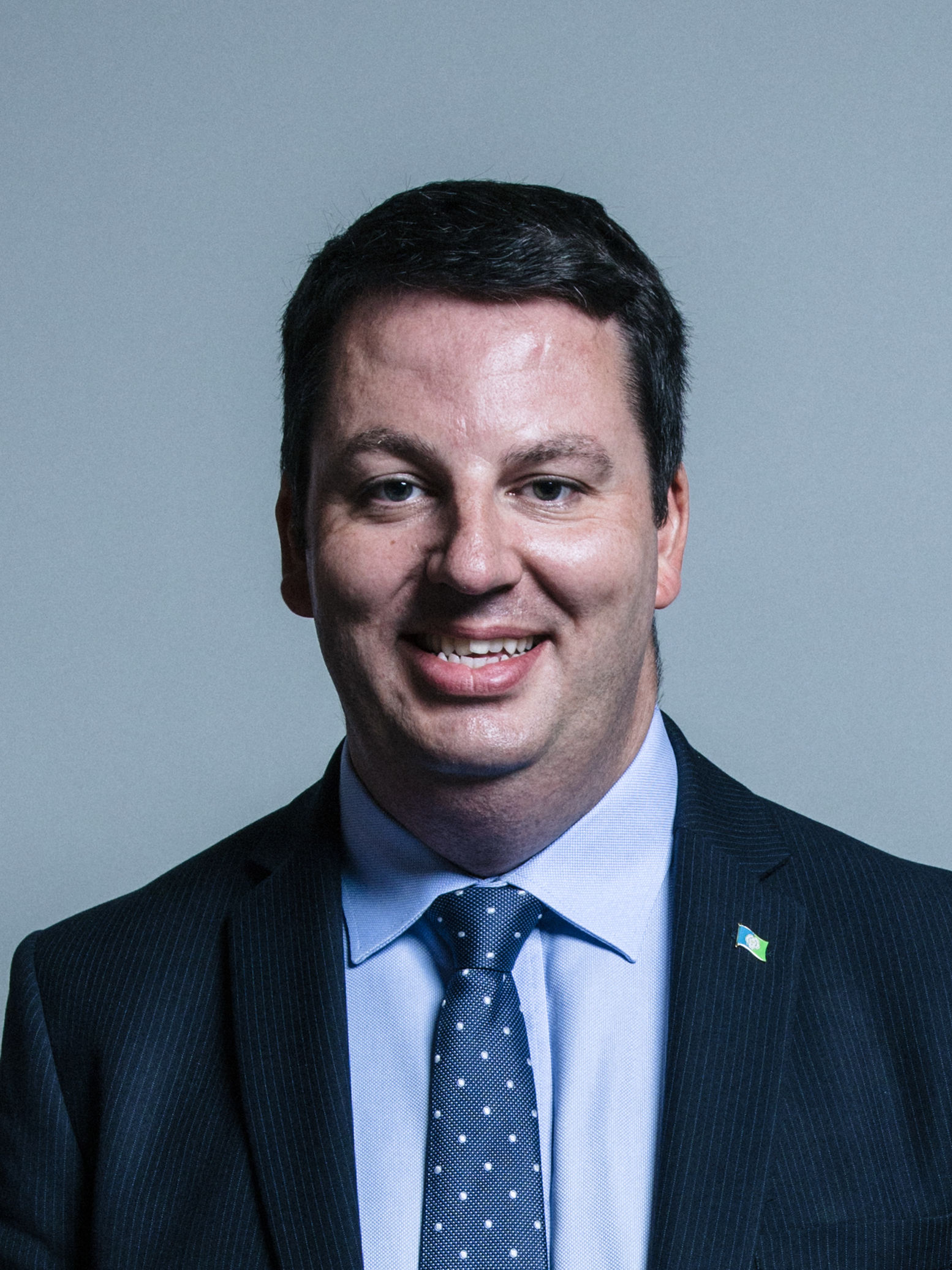
安德魯·珀西

安德魯·珀西（英語：Andrew Percy，1977年9月28日—）是一位英格蘭政治人物，他的黨籍是保守黨。自2010年開始，他擔任布里格和古爾選區選出的英國下議院議員。他畢業於利茲大學，是反歐盟團體Better Off Out的成員。